# Chōshi (récipient)
Pour les articles homonymes, voir Choshi.

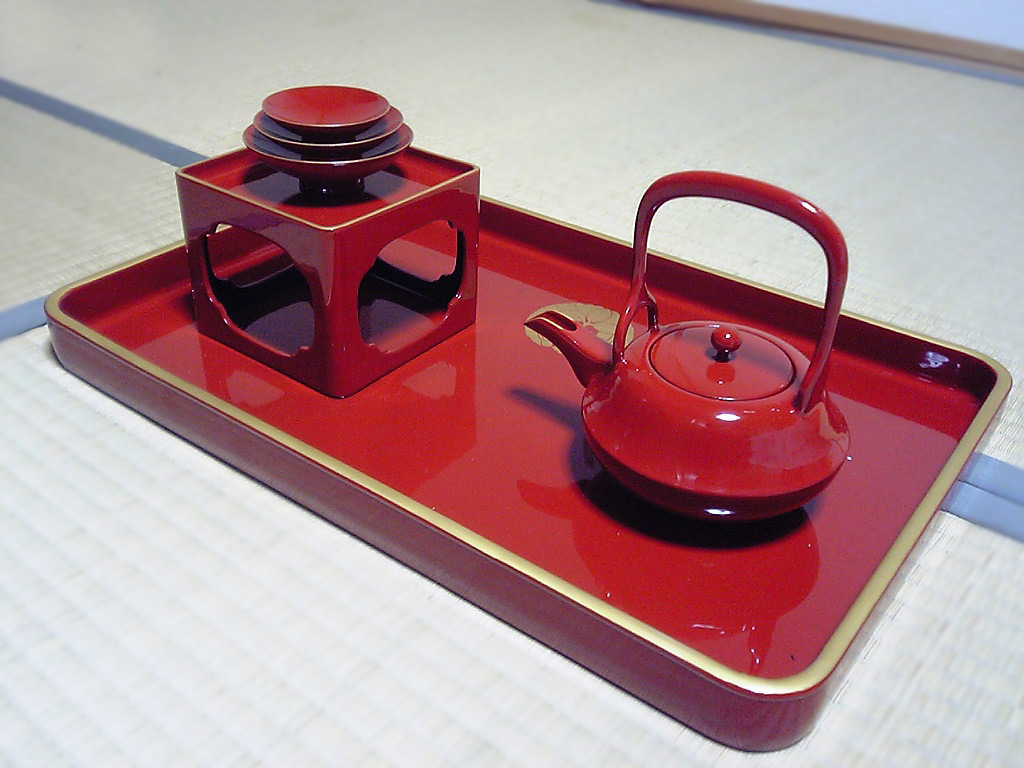
Trois sakazuki et un chōshi.

Un chōshi (銚子) ou hisage (提子) est un pichet traditionnel destiné au service du saké, l'alcool de riz du Japon. Il peut être en métal, en céramique, en porcelaine ou en bois laqué.
Contrairement au tokkuri, il a un bec verseur et une anse, et ressemble fort à une théière, mais peut ne pas avoir de couvercle.
Un nagaechōshi (長柄銚子) ou sashinabe et sasunabe, désigne le même type de verseuse mais avec un très long manche au lieu d'une anse, et sans couvercle.
Il est spécialement réservé aux occasions auspicieuses ou cérémoniales liées au shinto. On y sert le toso ou le miki, des sakés particuliers, exclusivement dans de petites coupes de type sakazuki.